# Ferry Doedens
Ferry Doedens, född 17 juni 1990 i Drachten, är en holländsk sångare och skådespelare som främst är känd för rollen Lucas Sanders i den holländska TV-såpan Goede tijden, slechte tijden. Han är även känd för att ha spelat rollen Fiyero i musikalen Wicked och för sitt deltagande i den fjärde säsongen av holländska Idol.

## Filmografi

### Television
Huvudroller: 

- Goede tijden, slechte tijden - Lucas Sanders (2009-2011, 2011-)
- De Vier van Westwijk - Bo Monti (2012-2013)

Gästroller: 

- Gooische Frieten (2011)

Dubbningar: 

- Lorax - Ted (2012)

Som sig själv: 

- Idols IV (2007-2008)
- Kids Top 20 (2011)
- Fort Boyard (2011)

## Diskografi

### Singlar
| Låtar med eventuella topplaceringar på Nederländernas topp 40 | In         | Ut         | Högsta position | Antal veckor | Noter                                                       |
| ------------------------------------------------------------- | ---------- | ---------- | --------------- | ------------ | ----------------------------------------------------------- |
| Bij mij                                                       | 27-05-2011 | -          |                 |              | #65 på Single Top 100                                       |
| Jij                                                           | 08-07-2011 | 23-07-2011 | 21              | -            | Som Lucas feat. Rikki, Sjoerd Edwin / #19 på Single Top 100 |
| Jij (Uptempo remix)                                           | 27-08-2011 | -          |                 |              | feat. Guido / #33 på Single Top 100                         |